# Aloina ericaefolia
Aloina ericaefolia är en bladmossart som beskrevs av Kindberg 1883. Aloina ericaefolia ingår i släktet toffelmossor, och familjen Pottiaceae. Inga underarter finns listade i Catalogue of Life.